# Паукова глава
Паукова глава (енгл. Spiderhead) амерички је научнофантастични филмски трилер из 2022 године, у режији Џозефа Косињског, по сценарију Рета Риса и Пола Верника. Темељи се на дистопијској приповеци „Бекство од паукове главе” Џорџа Сондерса. Главне улоге глуме: Крис Хемсворт, Мајлс Телер и Џерни Смолет Бел. Сниман је у Аустралији, током пандемије ковида 19.
Премијерно је приказан 11. јуна 2022. у Сиднеју, док га је Netflix приказао 17. јуна 2022. године.

## Радња
Затвореник у најсавременијој казненој установи почне преиспитивати сврху лекова за контролу емоција које тестира за фармацеутског генија.

## Улоге
| Глумац           | Улога        |
| ---------------- | ------------ |
| Крис Хемсворт    | Стив Абнести |
| Мајлс Телер      | Џеф          |
| Џерни Смолет Бел | Лизи         |
| Марк Пагио       | Марк Варлен  |
| Тес Хаубрих      | Хедер        |
| Енџи Миликен     | Сара         |
| Стивен Тонгун    | Реј          |
| Данијел Ридер    | Рајан        |
| Сем Делич        | Адам         |
| Биби Бетенкорт   | Ема          |
| Џои Вијеира      | Мигел        |
| Рон Смајк        | Дејв         |
| Нејтан Џоунс     | Роган        |